# 新小基隆
新小基隆，原稱小基隆新庄，是新北市三芝區的一個地名，位於該區中部及西北部，範圍大致包括新庄里、埔頭里東部凸出部分、埔坪里、茂長里、橫山里、圓山里北部。

## 歷史
台灣清治末期至日治前期，新小基隆地區為一街庄，稱為「小基隆新庄」，隸屬於芝蘭三堡。該庄北與頭圍庄為鄰，東與老梅庄為鄰，南邊為土地公埔庄，西邊為小基隆舊庄，西北邊臨海。
1901年（日治明治三十四年）11月，該庄隸屬於臺北廳，編入第二十九區及第三十區。1906年（明治三十九年）1月，第二十九的部分街庄及第三十區的全部街庄合併為「小基隆區」，該庄屬之。1920年（大正九年），該庄改制並改名為「新小基隆」大字，隸屬於臺北州淡水郡三芝庄，大字下有「新庄子」、「陳厝坑」、「橫山」、「埔頭坑」、「大坑」、「蕃社後」、「二坪頂」小字名。
戰後三芝庄改制為三芝鄉，隸屬於臺北縣，大字亦改制為村。2010年12月，臺北縣升格為新北市，三芝鄉改制為三芝區，村亦改制為里。由於人口增加，該地區已細分為多個里，其中埔坪里西北部地區發展成為今日三芝市區的一部分。

## 交通
省道台2線經過新小基隆地區西北部，往東北轉東可前往石門、金山、萬里、基隆等地，往西南轉南可前往淡水，再轉東南可在竿蓁林接省道台2乙線前往北投、士林、台北市區，後續亦可接洲美快速道路、環河南北快速道路快速進入台北市區。
市道101號是三芝市區經北新庄子到淡水的一條道路，起點即在本地區西部省道台2線路口。

## 學校
- 三芝國中（小部分）
- 三芝國小（部分）
- 橫山國小

## 廟宇
- 富福頂山寺（濟公廟）